# Schiffsvermessung
Schiffsvermessung ist die Ermittlung des Raumgehaltes eines Seeschiffes (englisch tonnage of a ship).

## Etymologie von Tonne als Maßeinheit
Tonne = Fass aus dem Keltischen (mittelirisch/gälisch: tunna), von dort ins Mittellateinische (tunna ‚Fass‘), um 600 in die germanische und romanischen Volkssprachen gedrungen. Auf angelsächsisch (tunne ‚Fass‘) geht die Bezeichnung ton als Maßeinheit zurück, die wegen der damaligen britischen Seeherrschaft weltweite Verbreitung fand.

## Geschichtliches zur Schiffsvermessung

### Verschiedene Systeme
In erster Linie dürften es die Häfen und die für Schifffahrt zuständigen Behörden gewesen sein, die eine Zahl benötigten, aber auch Verlader oder Empfänger von Waren hatten ein Interesse an solch einer Zahl. Sie wollten im Allgemeinen wissen, welche „Ladekapazität“ ein bestimmtes Schiff hatte, wobei „Ladekapazität“ sowohl ein Maß für Raumgehalt als auch für „Gewicht“ sein konnte. Erste Spuren einer solchen Ermittlung lassen sich schon aus einer ägyptischen Inschrift entnehmen, die belegt, dass Nilschiffe von den Pharaonen nach der von den Schiffen beförderten Getreidemenge besteuert wurden.
Die Griechen stuften die Größe ihrer Frachtschiffe nach der Anzahl der Amphoren, die die Laderäume fassen konnten, ein.
Im Mittelalter war in Frankreich, England und den Niederlanden der Wein ein wichtiges Handelsgut, das sich wegen seiner Einheitlichkeit in Gewicht und Verpackung gut zur Bestimmung der Ladefähigkeit eignete. Da die einheitliche Verpackung das Weinfass, also die Weintonne war, ist daraus der Begriff „Tonne“ als Raum- oder Gewichtsmaß der Schiffsvermessung entstanden.
In Skandinavien und an der Ostsee spielte der Weinhandel eine untergeordnete Rolle. Hier wurde zur gleichen Zeit der Begriff „Last“ als Maß für die Größe oder Ladekapazität von Schiffen verwendet.

### Das Weinfass als ursprüngliche Maßeinheit
Da aber Größe und Inhalt der damaligen Weinfässer sich unterschieden, wurde 1422 unter dem englischen König Heinrich V. eine Verordnung erlassen, nach der es verboten war, Wein in Fässern von weniger als 252 Gallonen zu befördern. Von da an entsprach das Gewicht einer englischen Tonne dem eines solchen Weinfasses. Es wurde auf 2240 englische Pfund (eine long ton) festgesetzt. So erhielt man eine verbindliche Maßeinheit, die es ermöglichte, die Abgaben (Steuern) für den Handel mit Wein genau zu errechnen.
Durch die beherrschende Stellung Englands im Seehandel seit etwa dem 17. Jahrhundert, die auch eine lange Zeit Bestand hatte, mussten alle Schifffahrt und Seehandel treibenden Staaten die damals üblichen Methoden der Bemessung von Größe und Ladekapazität von Seeschiffen aufgeben und sich an das britische Verfahren anlehnen, so dass für den internationalen Handel die nationalen Vermessungsvorschriften mit den britischen Vermessungsvorschriften übereinstimmten oder mit ihnen sehr nahe verwandt waren.
Eine dieser Abgaben ist unter der Bezeichnung prisage bekannt. Bei mehr als 20 Tonnen (Fass) Ladung wurden einmal vor dem Mast und einmal hinter dem Mast ein Fass als Abgabe fällig. Konnte ein Schiff nur weniger als 10 Fass laden, war keine prisage fällig.
Neben der prisage wurden aber noch andere Abgaben auf Einfuhrgüter erhoben. Diese wurden mit tunnage bezeichnet, wenn die Abgabe auf die Einheit Raumtonne bezogen war, als poundage wenn es sich um eine Abgabe pro Einheit Gewichtstonne handelte.
Der tiefere Grund dafür war, dass die damaligen Zollbeamten nur die Weinfässer, die das vollbeladene Schiff beförderte, zu zählen hatten; je mehr man die Abgaben auf diese Werte bezog, umso mehr sprach man vom 10- oder 20-Tonnen-Schiff.
In den Dokumenten aus jener Zeit, 13.–14. Jahrhundert, in denen über die Zahlen der Größe der Schiffe Auskunft gegeben wird, erscheint die Tonnage im Allgemeinen in einem abgerundeten Zahlenwert (20, 40, oder 100 Tonnen).
Eine typische Kogge um die Zeit hatte 240 Tonnen, eine britische Nef war 180 Tonnen groß.
Erst Anfang des 17. Jahrhunderts wurde die Tonnage der Schiffe genauer angegeben, wie aus Listen mit Daten über Kriegsschiffe hervorgehen, um 1630 hat man endgültig damit aufgehört, die Tonnage auf Zehner oder Hunderter abzurunden. In den Listen der Kriegsschiffen sind außer der Tonnage noch Zahlen über Länge, Breite und Tiefe der Schiffe zu finden. Dabei wurde die Tonnage mit einer Formel mit einem Produkt aus Kiellänge mal Breite mal Tiefe geteilt durch 100 angegeben, wobei alle Längenangaben auf das britische Maßsystem zurückgehen. Auch wurden Handelsschiffe nach dieser Regel ermittelt, wie aus Listen über Schiffe der Britischen Ostindien-Kompanie (British East India Company) hervorgeht. Diese Regel zur Ermittlung der Tonnage ist in einer Abhandlung 1624 von Admiral Sir William Monson (Monson-Regel) erstmals erwähnt worden.
Da der Handel schon sehr vielschichtig in der Art der Güter war, bestand vielfach auch das Bedürfnis, eine angemessene Vorstellung von der Tragfähigkeit – carrying capacity – eines Schiffes zu bekommen. Die nach der Monson-Regel ermittelte Tonnage kam bei der damaligen Bauweise der Schiffe auch der Tragfähigkeit meist sehr nahe. Dies traf auch auf für Schiffe mit unterschiedlicher Bauweise und Unterwasserteilen zu, weil diese Schiffe damals viel gleichförmiger waren, als es später und heute der Fall ist.
In dem Buch von Edmund Bushnell (1678) The complete Shipwright schreibt er, dass die Schiffbauer in England aus einem Produkt aus Kiellänge mal Schiffsbreite mal halber Breite dividiert durch 94 oder auch durch 100 die Tonnage der Schiffe errechneten (Bushnells Vermessungsregel). Das Einsetzen der halben Breite anstelle der Raumtiefe des Laderaums nach der Monson-Regel war offensichtlich beabsichtigt, um Schwierigkeiten bei der Messung der Raumtiefe eines beladenen Schiffes aus dem Weg zu gehen.
Die britische Gesellschaft „Lloyd’s Register of Shipping“ wurde als erste Klassifikationsgesellschaft 1760 gegründet. Damals existierte in der City von London ein „Coffee House“ eines Walisers Edward Lloyd. Dieses „Coffee House“ war Treffpunkt der Reeder, Broker und Kaufleute, um sich über den Handel, die Schifffahrt und deren Betreiber zu informieren. Darin lag die Keimzelle der heute ältesten Klassifikationsgesellschaft. Stück für Stück schlossen sich einige Reeder und Werftbesitzer in einer Gesellschaft zusammen, mit dem Ziel, die Verständigung und den Informationsaustausch zwischen den beiden Parteien „Hersteller“ und „Käufer“ zu verbessern. Außerdem lag den Reedern viel daran, eine Institution zu schaffen, die fachlich in der Lage war, Schiffe zu bewerten, damit auf dieser Grundlage Versicherungen für die Schiffe abgeschlossen werden konnten.
Bushnells Vermessungsregel (Builders Old Measurement Rule) hatte sich sehr ungünstig auf die Sicherheit im Schiffbau ausgewirkt. Bei dem Versuch, möglichst große Schiffe bei möglichst gering vermessener Tonnage zu bauen, mussten bei einer Formel, in der das Maß Breite im Quadrat erschien, die Schiffe schmaler werden. Die Folgen davon waren, dass viele Schiffe aus Gründen der Vermessung instabil wurden. Im Jahre 1821 wurde deshalb eine Kommission zur Überprüfung der Vermessungsvorschriften eingesetzt. Diese schlug vor, den Schiffskörper zwischen Leer-Wasserlinie und Tiefladelinie zu messen, war jedoch der Ansicht, dass ein solch Verfahren in praktischer Hinsicht erhebliche Schwierigkeiten mit sich brächte, so dass es besser sei, die Schiffe „innen“ zu vermessen. Dafür wurde im Einzelnen folgendes vorgeschlagen:
Die Breite sollte an fünf Stellen und die Tiefe an zwei Stellen gemessen werden. Das Produkt aus mittlerer Breite und mittlerer Tiefe multipliziert mit der Länge und dividiert durch 112 solle der Zahlwert für die Tonnage sein. Die Zahl 112 sei gewählt worden, um möglichst gleiche Tonnagezahlen zu erhalten, wie sie sich nach der alten Vorschrift ergeben hätten.
Der Vorschlag fand jedoch keine Anerkennung.

### Moorsom-System
George Moorsom, der Sekretär eines 1847 von der britischen Admiralität einberufenen Komitees, schlug ein System vor, wonach der gesamte Rauminhalt eines Schiffes (Brutto-Register-Tonnage / Gross Register Tonnage) sowie der für den Transport von Fracht oder Passagieren dienende Raumgehalt (Netto-Register-Tonnage / Net Register Tonnage) bestimmt und in den Schiffspapieren registriert werden sollten. Dieses System wurde im britischen Merchant Shipping Act von 1854 (Handelsschifffahrtsgesetz) verbindlich eingeführt.
Nach Moorsoms Vorschlag sollte der Raumgehalt eines Schiffes so genau wie möglich auf Innenmaß gemessen und in Kubikfuß errechnet werden. Aus diesem Ergebnis wird die Tonnage durch Division mit 100 ermittelt. Die Zahl 100 als Divisor war gewählt worden, um eine möglichst nahe Zahl zu haben, die möglichst bei den bisherigen Vorschriften liegen sollte.
Es galt somit: 1 BRT = 100 Kubikfuß = 2,83 m³.
Diese Vermessung sah vor, dass der gesamte Rauminhalt eines Schiffes unter dem Oberdeck eingemessen wurde, die über dem Oberdeck liegenden Räume, die etwa der Unterbringung von Passagieren, Aufbewahrung von Ladung oder Vorräte dienten, wurden, wenn es sich um geschlossene Räume handelte, mit eingemessen. Die Summe der Rauminhalte ergab die Brutto-Tonnage, von der aus durch Abzug bestimmter Raumgehalte die Register- oder Netto-Tonnage ermittelt wurde. Räume für die Besatzung waren, vorausgesetzt, dass sie über den Vermessungsdeck lagen und insgesamt weniger als fünf Prozent der Brutto-Tonnage ausmachten, von der Einrechnung in den Bruttoraumgehalt befreit.
Der Nettoraum ist der Bruttoraum abzüglich der Räume für die Besatzung, Vorräte, Wasserballast usw. Für die Maschinenräume gilt folgendes: Beträgt der Raum, der von der Maschine oder Kessel eingenommen wird, mehr als 13 % des Bruttoraums, dann werden 32 % des Bruttoraums als Maschinenraum abgezogen; man unterstellt hier, dass der Überschuss vom Kohlebunker eingenommen wird.
Das Moorsom-System wurde in den folgenden Jahren von anderen Staaten mehr oder weniger unverändert übernommen. Im Jahre 1873 galt es in Deutschland, Österreich-Ungarn, Dänemark, USA, Frankreich, Italien, Norwegen und dem Osmanischen Reich, während Belgien, Spanien, die Niederlande und Schweden seine Einführung beabsichtigten.
1954 feierte die Moorsomsche Regel ein hundertjähriges Jubiläum. In dieser Zeit hatte sich in der Schiffstechnik einiges getan, der Brennstoffverbrauch für Schiffsmaschinen ging von 2,5 kg auf 0,27 kg bei Turbinenanlagen und bei Motoranlagen gar auf 0,17 kg zurück. Die Brennstoffräume schrumpften, die Vermessungsformel aber blieb. Mit dem Moorsom-System ließ sich gut tricksen, um Schiffe vom gleichen Typ oder Schwesterschiffe mit anderen Zahlen auszustatten.
Siehe auch: Simpsonregel

#### Beispiele
Die Parteien (maritime Seestreitkräfte) – hier Rot und Blau – berichten über ihren Scheinangriff auf ein Schiff:
- Blau: Unsere pausenlos angreifenden U-Boote versenkten auf dem Nordatlantik aus einem stark gesicherten feindlichen Geleitzug einen Frachter von 13.000 Tonnen.
- Rot: Ein Rudel feindlicher Unterwasserstreitkräfte griff im westlichen Teil des Nordatlantik einen unserer Geleitzüge an. Von den Sicherungskräften wurde sechs feindliche U-Boote versenkt. Einer unserer kleineren Frachter von 5.500 Tonnen ging verloren.

Die beiden haben keine falschen Angaben über die Größe des Schiffes gemacht, obwohl die Differenz in den Maßen der Beute 7.500 Tonnen beträgt. Hier lesen wir zum ersten Mal durch Weglassung des Dimensionsbegriffs, dass man über die Größe von Schiffe täuschen kann.
Zur Beurteilung eines Schiffes und seiner technischen Leistungen muss man eigentlich nur seinen Raum und seine Tragfähigkeit kennen. Man kann das Schiff ja mit Wattebäuschen beladen, ohne seine Tragfähigkeit auszunutzen, oder mit Eisenbahnschienen, ohne seinen Raum voll auszunutzen.

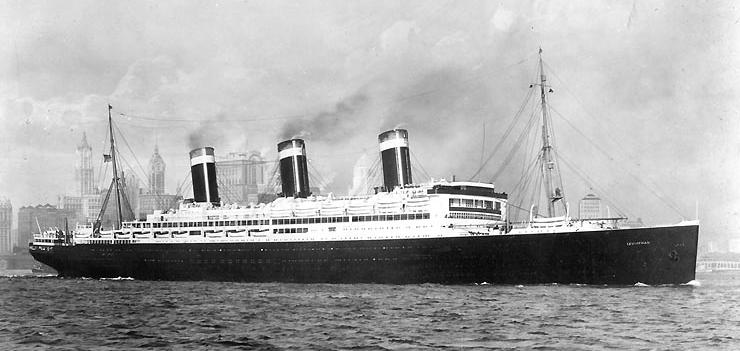
Vaterland

Bei der Vermessung des Bruttoraumes wie bei der Nettoraumzahl lässt sich zaubern. Ein berühmtes Beispiel dafür bietet die Vaterland, die nach dem Ersten Weltkrieg an die USA übergeben wurde und dann unter dem Namen Leviathan weiter fuhr. Der deutsche Messbrief gab für das Schiff eine BRT von 54.282 her. Die Schwesterschiffe, die Imperator und die Bismarck, waren mit 52.226 BRT und mit 56.621 BRT vermessen. Die Bismarck, später unter den Namen Majestic, war zunächst das größte Schiff der Welthandelsflotte.
Da nun mal Menschen und die Amerikaner viel von Rekorden halten, wurde die Leviathan neu vermessen. Nach der Neu-Vermessung hatte sie daraufhin über Nacht 59.957 BRT und die Amerikaner hatten das größte Schiff der Welthandelsflotte. Während der Weltwirtschaftskrise wurde dieser Rekord teuer und das Schiff wurde erneut vermessen – jetzt hatte es über Nacht nur noch 49.942 BRT. Das Schiff wurde nicht etwa verlängert oder geschrumpft, sondern man machte offene Aufbauten zu geschlossenen und umgekehrt.

#### Tonnensalat
Um den Tonnensalat zu verdeutlichen.
Einen Blick in die Schiffspapiere: Dort haben wir einen Schiffmessbrief. Hieraus entnehmen wir, dass das Schiff einen umbauten Raum von 21342 m³ hat. Sein verdienendes Raummaß – das ist der Nettoraum – hat einen Umfang von 15232 m³.
Auf britisches Raummaß umgerechnet ergeben sich folgende Zahlen:
- Bruttoraum 7541 Registertonnen,
- Nettoraum 5382 Registertonnen.

Der nächste Messbrief ist der Suezmessbrief (Suez Canal Special Tonnage Certificate).
- Bruttoraum 7645 Registertonnen und das der
- Nettoraum 5742 Registertonnen beträgt.

Hinsichtlich der Nettoraumzahl-Unterscheidung hat man noch keine großen Bedenken, da die Kanalgebühren für den Suezkanal vom Nettoraum abhängen. Hier werden seltsamerweise auch die sanitären Anlagen in den „verdienenden“ Raum mit eingerechnet. Was auffällt, ist die Bruttoregistertonne, sie ist unterschiedlich. Für den Fahrbereich des Panamakanals wurde unser Schiff nicht vermessen, sonst würden die Zahlen noch unterschiedlicher. Wir schauen weiter in die Unterlagen des Schiffs und stoßen auf das Schiffssicherheitszeugnis. Dort lesen wir: Das Schiff darf nur 8900 Tonnen Frachtgut laden; und wir sehen, dass nach den von der Werft ausgestellten Unterlagen unser Schiff vollbeladen 13509 Tonnen Wasser verdrängt, das bedeutet, dass Schiff und Ladung 13509 Tonnen wiegen. Die Zahlen noch mal zusammengefasst:
- 13509 Tonnen Wasserverdrängung
- 8900 Tonnen Tragfähigkeit
- 7541 Registertonnen Bruttoraum
- 5382 Registertonnen Nettoraum
- 7645 Registertonnen Bruttoraum Suez
- 5742 Registertonnen Nettoraum Suez

### Tonnage: ein Maß für Raumgehalt und für Tragfähigkeit

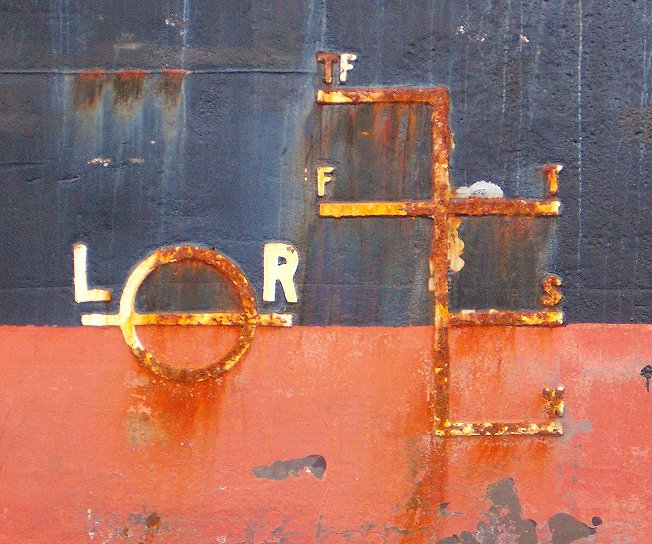
Lademarke

In Aufstellungen, Tabellen und Statistiken über Seeschiffe wird oft neben der Brutto-Tonnage (BRT in englischen gross tonnage (GT)) auch die von der Werft errechnete Tragfähigkeit in Tons Deadweight (tdw) eine Tragfähigkeits- oder Zulassungstonnage angegeben. Vergleicht man das Verhältnis zwischen beiden Zahlen, stellt man fest, dass der Wert recht breit streut und zwar unterschiedlich von Schiffstypen bei verschiedenen Schiffsgrößen. Sie können auch sehr unterschiedlich sein bei Schiffen der gleichen Größe und Verwendungszweck, sogar bei Schwesterschiffen. Die Ursache für die Unterschiede in Größe und Streuung liegt in der Art der beiden hier verglichenen Zahlenwerte selbst begründet. Während die durch die Vermessung ermittelte Brutto-Tonnage ein Maß für den Raumgehalt und für die Volumen-Größe des Schiffes ist, gibt die Tragfähigkeit an, wie viel an Zuladung ein Schiff maximal übernehmen kann. Diese Zahl kann in der Einheit short-tons, long-tons oder auch in metrischen Tonnen von 1000 kg angegeben sein. Die Tragfähigkeit wird rechnerisch ermittelt als Differenz aus Deplacement (Gewicht des verdrängten Wassers bis zum höchstzulässigen Tiefgang) und Eigengewicht des voll ausgerüsteten Schiffs (verdrängtes Wasser bis zum Leer-Tiefgang).
Ein Hinweis der Tragfähigkeit wird für jedermann sichtbar an der Außenhaut in der Mitte des Schiffes angebracht, die sogenannte Plimsoll-Marke (Lademarke). Die deutsche Einführung der Lademarke (Tieflademarke) ist ein Verdienst des letzten deutschen Kaisers, er veranlasste, dass die deutschen Reeder mit gutem Beispiel vorangingen.
- Siehe auch: Samuel Plimsoll

### 1. Internationales Schiffsvermessungs-Übereinkommen (Oslo-Übereinkommen 1947)
Fortschreibungen (Änderungen, Ergänzungen, zum Beispiel schiffbautechnische Anpassungen)
Man unterschied Bruttoregistertonnen, kurz BRT (engl. GRT, Gross Registered Tons), von Nettoregistertonnen bzw. NRT (engl. Net Registered Tons).
BRT umfassten das ganze Schiff, also
- zwischen Vermessungs- und Oberdeck,
- unter dem Vermessungsdeck (Unterdeckraumgehalt),
- Inhalt der Luken über Deck,
- Inhalt der Aufbauten.

NRT errechneten sich aus BRT durch Abzüge, nämlich der
- Besatzungsunterkünfte,
- Kommandobrücke,
- Maschinen- und Heizräume,
- Brennstoffbunker,
- Wasserballasttanks,
- Pumpenräume,
- Provianträume,
- Werkstätten und Vorratsräume.

#### Begriffe aus der Oslo-Vermessung
Vermessungsdeck
Das Oberdeck bei Schiffen mit nicht mehr als einem vollständigen Deck, und das vollständige nächste Deck unter dem Oberdeck bei Schiffen mit zwei oder mehr vollständigen Decks.
 Freidecker
Ein Schiff, mit den vermessungstechnischen Vergünstigungen wie ein Schutzdecker, jedoch ohne Vermessungsöffnungen und äußerlich mit einer Vermessungsmarke gekennzeichnet, die den größten zulässigen Tiefgang anzeigt.
 Volldecker
Ein Schiff, dessen Freibord vom Oberdeck abgesetzt ist, das zugleich Vermessungsdeck ist. Alle Räume unter diesem Deck über den Doppelboden werden in die Vermessungsberechnung mit einbezogen.
 Schutzdecker
Ein Schiff, das über dem Vermessungsdeck, das zugleich Freiborddeck ist, noch ein vollständiges Oberdeck (Schutzdeck) hat, welches durch Vermessungsöffnungen mit vorgeschriebenen Abmessungen ebenso wie die darunter liegenden Schotten offen gemacht wurden. Es wird auch Shelterdecker genannt.
 Wechselschiff
Ein Schiff, das als Schutz- und als Volldecker vermessen wurde und entsprechend dem jeweils festgesetzten Freibord zwischen beiden Vermessungsergebnissen wechseln konnte.

## Gegenwart

### 2. Internationales Schiffsvermessungs-Übereinkommen (London 1969)

Spanten und Wasserlinienriss

International Maritime Organization (IMO UN-Sonderorganisation) in Zusammenhang mit dem Internationalen Schiffsvermessungs-Übereinkommen von 1969, allgemein London 69 
Am 18. Juli 1982 ist das Internationale Schiffsvermessungs-Übereinkommen vom 23. Juni 1969 (kurz London 69) in Kraft getreten, das nach einer Übergangszeit von zwölf Jahren 1994 alle bisherigen nationalen Vermessungsvorschriften abgelöst hat. Bis heute haben 132 Länder das Übereinkommen von London unterzeichnet, das entspricht ca. 98 % der Welttonnage. Die Bundesrepublik Deutschland trat am 22. Januar 1975 als 21. Land dem Übereinkommen bei (BGBl. II/75).
Bruttoregistertonne (BRT) und Nettoregistertonne (NRT) wurden ersetzt durch die dimensionslosen Zahlen Bruttoraumzahl (BRZ) und Nettoraumzahl (NRZ).
Nach der BRZ oder NRZ berechnen sich weiterhin die tonnage dues, die Gebühren für Hafennutzung, Kanal- oder Schleusendurchfahrt und Lotsen.
Die genaue Berechnung von BRZ und NRZ erfolgt nach folgenden Formeln:
{\displaystyle BRZ=K_{1}\cdot V}
{\displaystyle NRZ=K_{2}\cdot V_{c}\left({\frac {4T}{3H}}\right)^{2}+K_{3}\left(N_{1}+{\frac {N_{2}}{10}}\right)}
Hierbei sind Randbedingungen einzuhalten:
{\displaystyle \left({\frac {4T}{3H}}\right)^{2}}    darf nicht größer als eins,
{\displaystyle K_{2}\cdot V_{c}\left({\frac {4T}{3H}}\right)^{2}}    nicht kleiner als 0,25 BRZ und
{\displaystyle NRZ}    nicht kleiner als 0,30 BRZ sein.
In den Formeln bedeuten:
{\displaystyle V=}  Zahlenwert des Inhalts aller geschlossenen Räume (in Kubikmetern)
{\displaystyle V_{c}=}  Zahlenwert des Inhalts aller Laderäume (in Kubikmetern)
{\displaystyle K_{1}=0{,}2+0{,}02\cdot \log _{10}V}
{\displaystyle K_{2}=0{,}2+0{,}02\cdot \log _{10}V_{c}}
{\displaystyle K_{3}=1{,}25{\frac {BRZ+10000}{10000}}}
{\displaystyle T=} Tiefgang mittschiffs (in Metern)
{\displaystyle H=} Seitenhöhe mittschiffs (in Metern)
{\displaystyle N_{1}=} Anzahl der Fahrgäste in Kabinen mit höchstens 8 Betten
{\displaystyle N_{2}=} Anzahl ansonsten zulässiger Fahrgäste
{\displaystyle N_{1}+N_{2}=} Gesamtzahl zulässiger Fahrgäste (unberücksichtigt bei weniger als 13)
Diese Werte sind im amtlichen Internationalen Schiffsmessbrief (International Tonnage Certificate) erfasst. Für Yachten mit einer Länge von weniger als 24 m ist kein Internationaler Schiffsmessbrief vorgeschrieben.

### Suez Canal Special Tonnage Certificate
Die Gebühren für die Fahrt durch den Suezkanal werden aufgrund der Suez Canal Special Net Tonnage – SCNT berechnet. Für die Berechnung dieser Tonnage gelten spezielle Regeln, die ursprünglich nach dem englischen Moorsom-System durch eine internationale Kommission 1873 in Konstantinopel festgelegt wurden. Der Hintergrund war ein Streit zwischen der Suezkanal-Gesellschaft und insbesondere britischen Reedern über die den Kanalgebühren zugrundezulegende Tonnage. Da der von der Kommission gefundene Kompromiss kleinere Abweichungen vom Moorsom-System enthielt und die Suezkanal-Gesellschaft verpflichtet war, die Schiffe aller Nationen mit gleichen Gebühren zu belasten, aber den in den Schiffspapieren angegebenen Registertonnen misstraute, behielt sie sich eine eigene Vermessung der Schiffe vor. Dies führte zu dem Suez Canal Special Tonnage Certificate. Infolge von Veränderungen im Schiffbau wurden die Regeln 1904 ergänzt. 1939 folgten dazu noch Ergänzungen zur einheitlichen Behandlung der Maschinenanlage und Hilfskessel (Donkeykessel). 1955 wurde das Regelwerk als Zusammenfassung herausgeben, das vollständige Werk hieß Règles de la Jauge de Suez der Compagnie Universelle du Canal Maritime de Suez mit den Regeln von 1873 und 1904 sowie Ergänzungen. Diese Regeln gelten im Prinzip heute noch, sind aber an die Entwicklung des Schiffbaus (Tanker, LNG-, Containerschiffe) angepasst worden. Sie finden sich heute in Art. 93 bis 98 der Rules of Navigation der Suez Canal Authority. Die sich aus diesen Regeln ergebende Suez Canal Net Tonnage – SCNT wird in dem Suez Canal Special Tonnage Certificate bestätigt, das von den Klassifikationsgesellschaften oder den Behörden der Flaggenstaaten ausgestellt und von der Suez Canal Authority anerkannt wird. Dieses Certificate muss bei jeder Kanaldurchfahrt vorliegen. Sollte dies nicht der Fall sein, kann es theoretisch auch von der Suez Canal Authority ausgestellt werden, was zu entsprechenden Verzögerungen führt.
Angesichts der erheblichen Ladungsmengen in Containern an Deck, werden auch diese bei der Gebührenberechnung berücksichtigt.
Siehe auch: Constantinople Convention of the Suez Canal, Suezkanal

### Panama Canal Universal Measurement System – PC / UMS
Die Panama Canal Commission (PCC) schloss sich im Oktober 1994 dem Internationalen Übereinkommen London 69 an. Der Ausgangswert für das Panama Canal Universal Measurement System – PC / UMS genannt, ist das Bruttovolumen (in m³) nach den London-Regeln. Die für die Kanalgebühren wichtigere Nettotonnage wurde nicht nach der London 69 übernommen.
Die Anwendung der PC / UMS Net Tonnage wird in dem Regelwerk Proposed changes in rules for measurement of vessels for the Panama Canal – April 1994 beschrieben.
Seit 1997 wird in der Nettotonnage auch die Summe der Deckscontainer als Volumen erfasst – hier werden die Standardcontainer (20 Fuß (0,3041 cm) × 8 × 8 = 1 TEU) genommen. Bei unterschiedlichen Containerstauvarianten wird immer die gewählt, die den höchsten Volumenwert ergibt, z. B.
- 100 Container mal 20 × 8 × 8,5 = 3851,6 m³
- 50 Container mal 40 × 8 × 9,5 = 4304,7 m³

und diese wird dann wieder auf den Standardcontainer zurückgerechnet zu der Einheit TEU.
Siehe auch: Panamakanal

### Nutzen der Schiffsvermessung
Registertonnen oder Raumzahlen sind Grundlage für viele das Schiff betreffende Regelungen
- Berechnung von Gebühren (Hafenliegegebühren, Lotsengebühren), Abgaben (Steuern), Entgelten (Kanalpassagen z. B. Suezkanal, Panamakanal, Nord-Ostsee-Kanal)
- Die Einordnung des Schiffes in gesetzliche Vorschriften (nationale wie internationale)
- Schiffssicherheit (SOLAS),[10][11] Schiffsbesetzung-, Schiffsbesatzungs- und Ausbildungsordnungen (STCW),[12] Verhütung der Meeresverschmutzung durch Schiffe (MARPOL[13])
- Die Registrierung des Schiffes (Schiffsregister)
- Statistiken in Schifffahrt und Schiffbau

## Geschichte des deutschen Schiffsvermessungswesen
Bis zur Reichsgründung im Jahre 1871 war die Vermessung von Seeschiffen ausschließlich Sache der Küstenländer und Häfen. So hatte Hamburg im Jahre 1819 eine Instruction an die Hafenmeister für die Vermessung von seegehenden Schiffen festgelegt.
Gemessen wird in Hamburger Fuß zu 286 Millimeter.
Die Länge des Schiffes über Deck zwischen beiden Steven, die größte Breite des Raumes zwischen Wegerung der Hauptplanken und die Raumtiefe zwischen den Dielen am Kielschwein und den Decksplanken. Es wird ein Maß mit einer sogenannten Raumlänge ermittelt durch Subtraktion der Raumlänge von der Länge über Deck. Diese Raumlänge mit der größten Breite und Raumtiefe miteinander multipliziert und das Ergebnis durch Teilung mit einem Divisor, der in Abhängigkeit von der Schiffsgattung als Merkmal der Schiffsform zwischen 280 und 320 liegen konnte, in Hamburger Lasten zu 6000 Pfund umgerechnet.
Anders wurde an der Ostseeküste verfahren. Dort wurden drei Breiten gemessen, eine in der Mitte und zwei je auf 1/12 der Länge des Schiffes. Der aus den beiden letztere gewonnene Mittelwert wurde von der Breite mittschiffs abgezogen. Aus dem reduzierten Breitenmaß wurde durch Multiplikation mit Länge und Tiefe der Raumtiefe ein Kasten ermittelt, der durch einen Divisor geteilt das Ergebnis darstellte und im Maß für die Tragfähigkeit in Lasten zu 4000 Pfund ergab.

### Alte Lastenbezeichnungen
- 1 Last = 17 Fass (oder Kantjes) = 1666 kg Heringe
- 1 Kantje = 74 kg Heringe
- 1 Korb = ca. 1 Zentner = ca. 50 kg
- 1 Barrel = (z. B. Anchovis und Sardinen) = 30 lb. = 13,608 kg
- 1 Warp = 4 Stück
- 1 long hundred = 33 Warps = 132 Stück
- 1 thousand = 10 long hundred = 1320 Stück
- 1 Last = 10 thousands = 13200 Stück
- 1 crade = 500 Heringe = 1000 Sprotten
- 1 mease = 600 Heringe
- 1 cran = 37 ½ gallons = 170 Liter Heringe

Ferner ist es Versicherungsbegriff: wenn die Lasten auf den Versicherer gehen.
Dann ist es auch noch ein Schiffbau- wie seemännischer Ausdruck dort wird ein Stauraum auch als Last bezeichnet (z. B. der unterste Raum im Schiff, in den man noch Last fahren kann, weiterhin gibt es noch die Bezeichnung für Lebensmittelräume, z. B. Brotlast, Fleischlast usw.).